# La Flamengrie (Norte)
La Flamengrie é uma comuna francesa na região administrativa de Altos da França, no departamento do Norte. Estende-se por uma área de 2.03 km². Em 2010 a comuna tinha 428 habitantes (densidade: 210,8 hab./km²).